# 扎布日亞 (利維夫區)
50°6′56″N 24°21′48″E / 50.11556°N 24.36333°E
扎布日亚（羅馬化：Zabuzhzhia）是烏克蘭西部的村莊，隸屬利維夫州利維夫區的卡姆扬卡-布兹卡市镇。該村始建於1640年，面積0.18平方公里，海拔高度209米，2001年人口1,290。